# Fuckin' Perfect
Singles de Pink
Raise Your Glass
(2010) Bridge of Light
(2011)
Pistes de Greatest Hits... So Far!!!
Raise Your Glass
(15)
Fuckin' Perfect (aussi connue sous le nom de Perfect pour la version censurée) est une chanson de la chanteuse américaine Pink. Elle est sortie en tant que second et dernier single de sa première compilation, Greatest Hits... So Far!!! le 14 décembre 2010. La chanson a été écrite par Pink en collaboration avec Max Martin et Shellback, qui l'ont également produite.

## Reprises
- En 2011, la chanson a été reprise dans la série télévisée musicale Glee, dans l'épisode Une fille avec une fille, qui a été chantée par Darren Criss et Chris Colfer.
- Le 6 mars 2012, Kelly Clarkson reprit la chanson après la demande de ses fans durant son Stronger Tour à London au Canada.
- Hollie Cavanagh reprit Perfect sur le plateau d'American Idol lors de la première semaine du top 7s en 2012.
- En 2011, le NRJ Hit List 2011 reprit la chanson sous le nom de F**kin' Perfect

## Clip vidéo
Le clip raconte l'histoire d'une petite fille de l'enfance à l'age adulte. Adulte joué par Tina Majorino.

## Listes des pistes
- Téléchargement numérique[2]

1. F**kin' Perfect – 3:33
2. Whataya Want from Me – 3:46
3. Perfect – 3:33

- CD single allemand

1. F**kin' Perfect – 3:33
2. Whataya Want from Me – 3:46

- Téléchargement digital australien EP[3]

1. F**kin' Perfect – 3:33
2. Whataya Want from Me – 3:46
3. Perfect – 3:33
4. F**kin' Perfect (Clip) – 4:07